# Cribrolenticulina
Cribrolenticulina es un género de foraminífero bentónico de la subfamilia Lenticulininae, de la familia Vaginulinidae, de la superfamilia Nodosarioidea, del suborden Lagenina y del orden Lagenida. Su especie tipo es Cribrolenticulina akersi. Su rango cronoestratigráfico abarca el Plioceno.

## Clasificación
Cribrolenticulina incluye a la siguiente especie:
- Cribrolenticulina akersi †